# 袁甲三
袁甲三（1806年—1863年），字新斋，号午桥，河南项城人，清朝政治人物，道光乙未進士，咸豐時官至漕運總督。

## 生平
袁甲三幼年即與兄袁樹三兩人苦讀八股文，道光十五年（1835年）进士，授礼部主事，充军机章京，累迁郎中。道光三十年，迁御史。咸丰三年（1853年），迁兵科给事中。同年，赴安徽帮办团练，受漕运总督周天爵重用，不久，周天爵病死行军途中之王市集，甲三代领其军，四年二月，入據臨淮。次年擢左副都御史。和春、福济参劾袁甲三瀆職，“擅裁餉銀，冒銷肥己”，朝廷命甲三解職回京。五年，袁甲三回京，呈诉和春、福济为诬告，朝廷令两江总督怡良秉公查办，袁甲三被申饬一事得到平反。咸豐六年（1856年）随河南巡抚英桂攻捻军，直攻到捻军的大本营雄河集，生俘捻首蘇天福，捻軍屍骸枕藉，僅張洛行一人逃脱。以功授太仆寺卿。勝保回籍丁憂時，袁甲三被升任欽差大臣，督辦安徽軍務。咸豐九年（1859）二月，为胜保所劾，入京師供职。不久授漕运总督、钦差大臣。英法聯軍攻陷北京，袁甲三請求北上保衛京畿，朝廷沒有批准。咸豐十一年（1861年）败捻军张乐行部。
咸豐十一年（1861年），翁同書招撫苗沛霖降清，是年十月底苗沛霖攻破壽州城，殺孫家泰全家。同治元年正月，曾国藩奏请将翁同书革职，袁甲三亦受牽連，加以身患重症，全身麻痹，遂告假回籍，請李续宜代为钦差大臣。晚年居陳州（今淮陽縣）養病。同治二年（1863年）六月二十四日卒，諡端敏。

## 著作
著作有《袁端敏公奏议》。

## 家族
父袁耀東為鄉下塾師。
兄袁樹三，弟袁鳳三、袁重三。子袁保恒、袁保齡、袁保誠，侄袁保中、袁保慶（袁樹三子）、袁保頤（袁鳳三子）、袁保晉、袁保純、袁保恬、袁保皖（袁重三子）。孫袁世勳（袁保恒子）、袁世承、袁世顯、袁世揚、袁世榮、袁世同、袁世傳、袁世威（袁保齡子）。有一女嫁張芾子張師劬，外孫女張佩蘅為段祺瑞繼室。从孙袁世凯。

## 延伸阅读
[在维基数据编辑]
 《清史稿/卷418》，出自趙爾巽《清史稿》